# Théorème des gendarmes
Pour les articles homonymes, voir Théorème du sandwich.

Deux fonctions et qui admettent la même limite au point, et une fonction prise en « étau » entre et dans le voisinage de. Selon le théorème du sandwich, admet comme limite en.

En analyse, le théorème des gendarmes (également appelé théorème de l'étau, théorème d'encadrement ou théorème du sandwich) est un théorème concernant la limite d'une fonction. Selon ce théorème, si deux fonctions (f et h) admettent la même limite en un point (a), et qu'une troisième fonction (g) est prise en « étau » (ou « encadrée » ou « prise en sandwich ») entre f et h dans le voisinage de a, alors g admet en a une limite, égale à la limite commune de f et h.
Le théorème des gendarmes est souvent utilisé pour déterminer la limite d'une fonction via la comparaison avec deux autres fonctions dont la limite est connue ou facilement calculable.

## Énoncé
Soient :
- E un espace topologique ;
- A une partie de E ;
- {\displaystyle a} un point de E adhérent à A ;
- {\displaystyle f}, {\displaystyle g} et {\displaystyle h} trois fonctions de A dans ℝ = ℝ ∪ {–∞, +∞} ;
- {\displaystyle L} un élément de ℝ.

Si {\displaystyle f\leq g\leq h} et si {\displaystyle \lim _{a}f=\lim _{a}h=L}, alors {\displaystyle g} converge en {\displaystyle a} et  {\displaystyle \lim _{a}g=L}.

## Origine du nom
Pour comprendre le nom familier du théorème, il faut assimiler les fonctions f et h à des gendarmes et g à un suspect. Ce dernier, encadré par les deux gendarmes, est obligé de les suivre jusqu'à la gendarmerie L. En Italie, on l'appelle « théorème des carabiniers », « théorème de l'affrontement », ou encore « théorème du sandwich ».
Il est également appelé « théorème d'existence de limites par encadrement » dans le supérieur car son résultat phare est l'existence de la limite plus que sa valeur. Il existe en effet d'autres théorèmes, comme celui de passage à la limite dans une inégalité, qui permettent d'obtenir la valeur d'une limite si l'on connaît son existence.

## Cas particuliers
- Si {\displaystyle f\leq g} et {\displaystyle \lim _{a}f=+\infty }, les hypothèses du théorème sont satisfaites pour {\displaystyle L=+\infty }, en posant {\displaystyle h:x\mapsto +\infty }.
- Si {\displaystyle g\leq h} et {\displaystyle \lim _{a}h=-\infty }, les hypothèses du théorème sont satisfaites pour {\displaystyle L=-\infty }, en posant {\displaystyle f:x\mapsto -\infty }.
- L'ensemble A peut être un intervalle réel et le point a un élément de cet intervalle, ou l'une de ses deux bornes (finies ou non).
- On peut aussi appliquer le théorème avec {\displaystyle A=\mathbb {N} } ou {\displaystyle \{n\in \mathbb {N} \mid n>N\}} et {\displaystyle a=+\infty } : si u, v et w sont trois suites réelles, telles que pour tout n > N{\displaystyle u_{n}\leq v_{n}\leq w_{n}{\text{ et }}\lim _{n\to +\infty }u_{n}=\lim _{n\to +\infty }w_{n}=L,{\text{ alors }}\lim _{n\to +\infty }v_{n}=L,}avec {\displaystyle L} réel ou infini.

## Exemples

### Premier exemple
Un exemple classique d'application du théorème des gendarmes est :
{\displaystyle \lim _{x\to +\infty }{\frac {\sin x}{x}}=0}
ou, ce qui est équivalent :
{\displaystyle \lim _{y\to 0}y\sin({\tfrac {1}{y}})=0}.
A fortiori, {\displaystyle \lim _{y\to 0}y^{2}\sin({\tfrac {1}{y}})=0}, ce qui peut également se démontrer directement, toujours par le théorème des gendarmes.

### Deuxième exemple
Probablement l'exemple le plus connu[réf. souhaitée] de détermination de limite à l'aide du théorème des gendarmes est la démonstration de l'égalité suivante :
{\displaystyle \lim _{x\to 0}{\frac {\sin x}{x}}=1}.
Elle découle du théorème des gendarmes par l'encadrement classique
{\displaystyle \cos x\leq {\frac {\sin x}{x}}\leq 1}
pour x (non nul) suffisamment proche de 0.
Cette limite est utilisée pour démontrer que la dérivée de la fonction sinus est la fonction cosinus.